# Światowy ranking snookerowy 1982/1983
Światowy ranking snookerowy 1982/1983 – lista zawiera 32 zawodników najwyżej sklasyfikowanych w sezonie 1982/1983. Pierwsza szesnastka rankingu ma zapewniony udział w 1. rundzie wszystkich turniejów rankingowych. W każdym z turniejów rankingowych z numerem pierwszym będzie rozstawiany obrońca danego tytułu, z numerem drugim Mistrz świata 1982, reprezentant Irlandii Północnej Alex Higgins, zaś kolejni zawodnicy według kolejności zajmowanej na poniższej liście.
| Poz. | Nazwisko          | Narodowość        |
| ---- | ----------------- | ----------------- |
| 1    | Ray Reardon       | Walia             |
| 2    | Alex Higgins      | Irlandia Północna |
| 3    | Cliff Thorburn    | Kanada            |
| 4    | Steve Davis       | Anglia            |
| 5    | Eddie Charlton    | Australia         |
| 6    | Kirk Stevens      | Kanada            |
| 7    | Doug Mountjoy     | Walia             |
| 8    | David Taylor      | Anglia            |
| 9    | Bill Werbeniuk    | Kanada            |
| 10   | Jimmy White       | Anglia            |
| 11   | Perrie Mans       | Południowa Afryka |
| 12   | John Spencer      | Anglia            |
| 13   | Dennis Taylor     | Irlandia Północna |
| 14   | Terry Griffiths   | Walia             |
| 15   | Tony Knowles      | Anglia            |
| 16   | Willie Thorne     | Anglia            |
| 17   | Silvino Francisco | Południowa Afryka |
| 18   | Graham Miles      | Anglia            |
| 19   | John Virgo        | Anglia            |
| 20   | Fred Davis        | Anglia            |
| 21   | Jim Wych          | Kanada            |
| 22   | Dean Reynolds     | Anglia            |
| 23   | Patsy Fagan       | Irlandia          |
| 24   | Tony Meo          | Anglia            |
| 25   | John Bear         | Kanada            |
| 26   | Cliff Wilson      | Walia             |
| 27   | Dave Martin       | Anglia            |
| 28   | Jim Meadowcroft   | Anglia            |
| 29   | Jim Donnelly      | Szkocja           |
| 30   | John Dunning      | Anglia            |
| 31   | Mike Hallett      | Anglia            |
| 32   | Jack Fitzmaurice  | Anglia            |